# 上海康城
上海康城是中華人民共和國上海市閔行區莘莊鎮的一個住宅小區，也是上海市最大的住宅小區，總面積將近100萬平方米，截至2015年，入住的居民有約1.2萬。該小區投資開放商為太平協和集團旗下上海閔行協和房地產經營有限公司。上海康城分四期开发，首期於1999年6月推出，最後一期於2006年推出。